# Pablo Dorado
Pablo Dorado (Montevideo, 22 de juny, 1908 - Montevideo, 18 de novembre, 1978) fou un futbolista uruguaià.
Jugà al CA Bella Vista i al River Plate a Argentina.
També jugà a la selecció de l'Uruguai. Amb aquesta fou campió del món el 1930, on a més marcà dos gols, un d'ells el primer a la final davant Argentina.